# 브라우족
브라우족은 라오스, 캄보디아, 베트남에 사는 민족이다. 베트남에서는 대부분의 브라우족이 꼰뚬성 응옥호이현 버이사 닥메 마을(Đặng, et al. 2010:112)에 살고 있으며, 인구는 1999년에 313명이었다. 그들은 몬크메르어족 계열인 브라오어를 사용한다.
브라우는 타오(남성의 경우)와 낭(여성의 경우) 단지 두 개의 성을 가지고 있다. 그들은 uốt bưng (이빨 갈기), tavattơpit (귀기울이기), 그리고 chingkrackang (이마에 타투하기)와 같은 관습을 가지고 있다. 
그들은 "Un cha đắc lế" 이야기에서 대홍수에 대해 이야기를 하며, 빠써이(Pa Xây)라는 이름의 존재에 대해 이야기한다. 그들은 땁딘보(táp đinh bố)를 연주한다.
그들의 전통에서 자연과 사냥에 가까운 것은 포획, 길들이기, 코끼리의 훈련, 일명 루헤(Ruhe, 브라우 랑구어), 캄보디아 라타나키리 지방의 에어라바타 코끼리 재단에 속한 마지막 네 마리의 코끼리는 브라우족의 마호츠들이 보살핀다. 